# Baillamont
Baillamont is een dorp in de Belgische provincie Namen en een deelgemeente van de gemeente Bièvre. Het was tot 1 januari 1965 een zelfstandige gemeente. Bij de fusie van 1 januari 1965 werd het deel van de gemeente Oizy die op zijn beurt op 1 januari 1977 deel werd van de gemeente Bièvre.

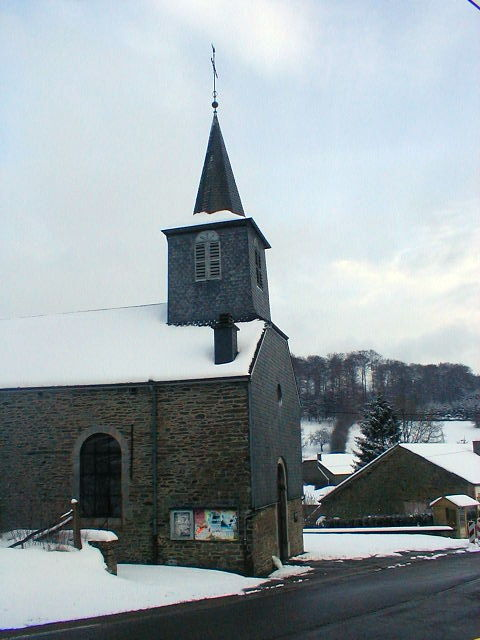
Kerk van Baillamont

## Demografische ontwikkeling
- Bron: NIS; Opm:1831 t/m 1961=volkstellingen

Deelgemeenten: Baillamont · Bellefontaine · Bièvre · Cornimont · Graide · Gros-Fays · Monceau-en-Ardenne · Naomé · Oizy · Petit-Fays

Overige kern: Six-Planes

Belgische gemeenten · Arrondissement Dinant · provincie Namen · Wallonië